# Juan Ferreri
Juan Francisco Ferreri Samuel (Florida, 13 luglio 1970) è un ex calciatore uruguaiano, di ruolo centrocampista o attaccante.

## Carriera

### Club
Ha iniziato la carriera in Uruguay, giocando in massima serie con il Defensor Sporting dal 1991 (anno in cui vince anche un campionato) al 1994, anno nel quale si trasferisce agli scozzesi del Dundee Utd, formazione di prima divisione, campionato nel quale gioca una sola partita prima di tornare in patria al Defensor, con cui milita nuovamente dal 1995 al 1996.
Nel 1996 si trasferisce in Spagna all'Huesca, formazione di Segunda División B, la terza divisione iberica; nel corso della stagione 1996-1997 gioca 6 partite, per poi trasferirsi a stagione in corso al Dep. Iquique, formazione della seconda divisione del Paese sudamericano, con la quale vincendo il campionato ottiene la promozione in prima divisione. A fine stagione lascia il Cile per tornare nuovamente in patria al Defensor, con cui dal 1998 al 1999 milita nuovamente nella massima serie uruguaiana. Nel 2000 si trasferisce in Cina: inizialmente si accasa al Wuhan Hongtao, con la cui maglia mette a segno 3 reti in 15 presenze nella prima divisione del Paese asiatico; nella medesima stagione va poi a giocare prima al Tianjin Teda (7 presenze senza reti in prima divisione) e successivamente al Sichuan Mianyang, con cui nel 2001 segna 2 reti in 11 presenze nella seconda divisione cinese; sempre nel 2001 torna poi in patria, totalizzando 12 presenze col River Plate (M). Nel 2002 torna per la quarta volta al Defensor, con cui gioca altre 15 partite in massima serie. Torna poi per la terza volta in carriera in Europa, trasferendosi in Italia: trascorre infatti la prima parte della stagione 2002-2003 nella Carrarese, con cui gioca 11 partite nel campionato di Serie C1. Termina la stagione nella prima divisione uruguaiana col Bella Vista, con cui gioca 3 partite. Nel 2003 gioca nel medesimo campionato, prima col Villa Española e poi col River Plate Montevideo, con cui disputa rispettivamente 10 e 15 partite.
Dopo un secondo periodo in Cina (27 presenze e 7 reti in seconda divisione col Dongguan Dongcheng nel 2004), nel 2005 gioca nella seconda divisione uruguaiana col Sud América, che lo cede poi al Rampla Juniors, dove rimane fino al 2006 mettendo a segno 2 reti in 15 incontri in prima divisione. Tra il 2006 ed il 2007 gioca invece nuovamente nel Bella Vista, raccogliendovi 31 presenze. Nel 2007 torna poi al Rampla Juniors, che lo cede nuovamente al Bella Vista a stagione in corso: nella stagione 2007-2008 gioca 14 partite di prima divisione con ciascuna di queste due formazioni. Nella stagione 2008-2009, la sua ultima da professionista, gioca inizialmente nel Central Español (7 presenze ed una rete in massima serie) e successivamente nell'Atenas, con cui termina la carriera segnando un gol in 18 apparizioni nella seconda divisione uruguaiana.

### Nazionale
Ha esordito in Nazionale nel 1993, giocandovi poi la sua seconda e ultima partita nel 1998.

## Palmarès

### Club

#### Competizioni nazionali
- Campionato uruguaiano: 1

Defensor Sporting: 1991
- Liguilla Pre-Libertadores de América: 2

Defensor Sporting: 1991, 1995
- Primera B (Cile): 1

CD Iquique: 1997